# Morgan Boyes
Morgan Marc Boyes (* 22. April 2001 in St Asaph) ist ein walisischer Fußballspieler, der beim FC St. Johnstone unter Vertrag steht.

## Karriere

### Verein
Morgan Boyes wurde im walisischen St Asaph geboren und zog im Alter von fünf Jahren mit seiner Familie nach Chester in England. Seine Fußballkarriere begann er in seiner Kindheit beim FC Liverpool, als er in der U8-Mannschaft spielte. Ab 2019 wurde der Defensivspieler in der U23-Mannschaft der „Reds“ eingesetzt. Boyes gab am 17. Dezember 2019 sein professionelles Debüt für die erste Mannschaft von Liverpool, als er im Auswärtsspiel gegen Aston Villa im Viertelfinale des EFL Cup in der Startelf stand. Das Spiel endete mit einer 0:5-Niederlage, bei der ihm ein Eigentor unterlief, nachdem er einen Ball von Ahmed Elmohamady unglücklich geblockt hatte. In der Saison 2019/20 spielte Boyes ein weiteres Mal für die erste Elf von Liverpool, als er im Wiederholungsspiel der vierten Runde des FA Cup gegen Shrewsbury Town eingewechselt wurde.
Am 12. August 2020 wechselte der 19-jährige Boyes für eine Saison zu Fleetwood Town aus der League One als Leihspieler. Nachdem er nur zweimal in der Liga gegen den AFC Wimbledon und AFC Rochdale zum Einsatz gekommen war, wurde er im Januar 2021 von Liverpool vorzeitig zurückgerufen.
Am 4. Januar 2022 wechselte Boyes zum schottischen Erstligisten FC Livingston.
Am 29. Mai 2025 unterschrieb Boyes einen Zweijahresvertrag beim schottischen Zweitligisten FC St. Johnstone.

### Nationalmannschaft
Morgan  Boyes spielte im Jahr 2018 und 2019 19-Mal für die walisische U19-Nationalmannschaft. In sechs Länderspielen fungierte er dabei als Mannschaftskapitän. Im Oktober 2020 absolvierte er ein Spiel für die U20 gegen England. Einen Monat zuvor hatte er bereits sein Debüt für die U21 gefeiert.